# Live in Moscow (альбом «Северного флота»)
Live in Moscow — первый концертный альбом и DVD российской рок-группы «Северный Флот». Записан 12 ноября 2016 года на концерте группы, прошедшем в клубе «Известия Hall» в Москве. Выпущен 9 марта 2017 года.

## История создания

### Концерт
Накануне концерта на въезде в Москву автобус с участниками группы попал в пробку, из которой удалось вырваться лишь к четырём часам утра. Уже на 11 часов в клубе был назначен саундчек, но из-за прорыва трубы и затопления все сместилось. Впрочем, на зрителях это не отразилось и концерт стартовал в запланированное время. На разогреве у «Северного Флота» выступила французская команда Sidilarsen, c которой музыканты прокатились по Франции, а затем и по России в рамках культурного обмена. Ради съемок DVD «Северный Флот» представил специальную расширенную программу — прозвучала даже редкая в концертных сет-листах песня «Последний человек на Земле», а также решил сделать акцент на видеоряде. Музыканты охотно общались с залом. «Старого Крысолова» Александр Леонтьев охарактеризовал как песню о вреде наркотиков, а про «Стрелы» напомнил, что это — первая песня группы. В качестве полноценного конферансье выступил и гитарист Яков Цвиркунов, который, например, перед песней «210» рассказал, что в группе 3 музыканта катаются на мотоциклах, поэтому «поём песню сами для себя». Эти и другие фрагменты общения группы с залом вошли в финальную версию альбома. Выступление «Северного Флота» собрало более 2000 зрителей.

### Краудфандинговый проект
Незадолго до концерта, 6 ноября 2016 года, музыканты «Северного Флота» запустили краудфандинговый проект в поддержку выпуска концертного альбома на платформе Planeta.ru. Необходимая сумма, 500 тысяч рублей, была собрана к 17 декабря. 23 февраля 2017 года стал доступен предзаказ альбома Itunes и Google Play. 26 февраля для акционеров проекта состоялся закрытый предпоказ фильма-концерта в московском клубе Chine-Town. К моменту окончания проекта, 28 февраля, была собрана сумма, почти вдвое превышающая заявленную — 966 106 рублей. 4 марта прошёл закрытый предпоказ в Петербурге. 8 марта цифровая версия фильма и альбома была разослана акционерам. 9 марта Live in Moscow был опубликован на официальных интернет-ресурсах группы.

## Список композиций
Автор всей музыки и всех текстов — Александр Леонтьев.
| №                   | Название                     | Длительность |
| ------------------- | ---------------------------- | ------------ |
| 1.                  | «Надвигается Северный флот»  | 5:57         |
| 2.                  | «Мизантропия»                | 3:36         |
| 3.                  | «Презирать и ненавидеть»     | 4:16         |
| 4.                  | «Харон»                      | 5:19         |
| 5.                  | «Старый крысолов»            | 3:55         |
| 6.                  | «Революция на вылет»         | 4:19         |
| 7.                  | «Любовь и время»             | 3:47         |
| 8.                  | «Каждую ночь»                | 5:01         |
| 9.                  | «Вперёд и вверх»             | 3:56         |
| 10.                 | «Красные реки»               | 3:51         |
| 11.                 | «210»                        | 2:44         |
| 12.                 | «Поднимая знамя»             | 4:41         |
| 13.                 | «Стрелы»                     | 4:10         |
| 14.                 | «Рождённый убивать»          | 4:16         |
| 15.                 | «Последний человек на Земле» | 5:42         |
| Общая длительность: | Общая длительность:          | 1:05:38      |

В видеоверсии концерта также присутствует «Финальная тема». Автор — Павел Сажинов.

## Участники записи
Группа «Северный Флот»
- Александр «Ренегат» Леонтьев — вокал, гитара;
- Яков Цвиркунов — гитара, бэк-вокал;
- Александр Куликов — бас-гитара, бэк-вокал;
- Павел Сажинов — клавишные;
- Александр «Поручик» Щиголев — ударные.

Производство
- Звукорежиссёр концерта: Михаил Рахов.
- Художник по свету: Андрей Лукашов.
- Техники сцены: Григорий Иванин, Максим Рабцун.
- Видеоинженер: Александр Трошков.
- Сведение звука: Сергей Шпуль.
- Финальная тема: Павел Сажинов.
- Оформление: Андрей Уваров.
- Съёмка и монтаж: Final Cut Production.

В концертный альбом вошли почти все, изданные на тот момент, композиции группы «Северный Флот» за исключением двух: «Всё внутри» и «Танцуй, Король!». На концерте были также исполнены композиции «Дагон», «Смерть на балу», «Добрые люди», «Исповедь вампира», «Счастье», «Мёртвый анархист» и «Северный флот» из репертуара группы «Король и Шут». По этой причине данные песни не были включены в окончательный вариант концертного альбома.